# 中六 (三重県)
中六（なかろく）は、三重県志摩市磯部町上之郷にある鰻料理店。伊勢神宮皇大神宮（内宮）の別宮である伊雑宮の鳥居前にあり、店舗は参宮客で賑った往時の風格を残している。
1929年（昭和4年）に旅館として建築された木造2階建の店舗は、中六店舗（なかろくてんぽ）として日本国の登録有形文化財に登録されている。

## 概説

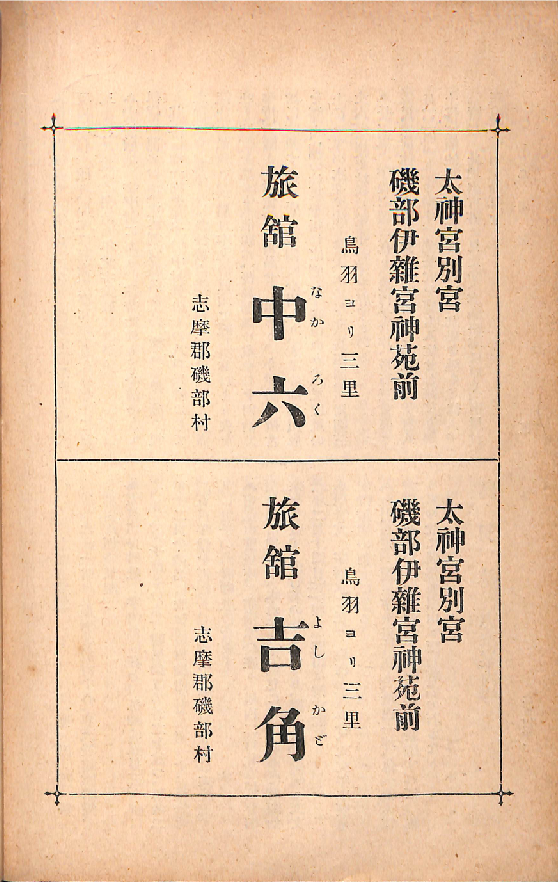
1911年（明治44年）の書籍『鳥羽誌』に掲載された旅館中六の広告（上段）。下段は同郷同業の旅館吉角（現存せず）のもの。

中六のある志摩市磯部町は鰻料理が名物となっている。磯部町を流れる川の上流でウナギが獲れたことや養鰻場が近くにあったことが背景にあるとされ、町内にはほかに天保元年（1830年）創業の鰻料理店「川うめ」がある。
中六は江戸時代には旅館として存在していたことが確認されているが、それ以前の歴史は定かではない。屋号の「中六」は伊雑宮の御師であった中六太夫から取っている。『磯部郷土史』によれば、1960年代の旅館中六は8つの客室を持ち、個人客35人・団体客60人を収容することが可能であり、テレビ受像機・麻雀・囲碁・将棋を娯楽設備として備えていた。旅館として営まれていた頃に炭火焼きの鰻料理で知名度を高めた。
メニューは鰻丼と鰻定食の2種類のみで、価格は鰻の量によって3段階が設定されている。ウナギは串を刺さずに1本を生のまま竹炭で焼き上げ、外はパリッと中はふんわりとした食感に仕上げる。タレは甘めで、代々継ぎ足しながら使っている。食事はすべて座敷で供する。2000年代の営業時間は昼食時が11 - 14時、夕食時が16 - 18時であったが、2023年（令和5年）現在は11時から13時の営業で、不定休である。

## 建築
建物は1929年（昭和4年）の建築で入母屋造である。「集客を意識した開放的な外観」が特徴である。隣接する神武参剣道場も登録有形文化財であり、両者で伊雑宮門前の歴史的景観の形成に寄与している。
1階は玄関・厨房・控室など、2階は8畳1間を主とした客室が配置されている。屋根は瓦葺で建築面積は172m2である。
1929年（昭和4年）までは、20年に1度催行される伊雑宮の式年遷宮に合わせて建て替えていたが、1929年以降は補修しながら建物を維持している。2011年（平成23年）10月28日に「中六店舗」として登録有形文化財に登録された。これにより志摩市で初めての登録有形文化財が誕生した。同年11月25日に「登録有形文化財登録証」が志摩市長から店舗所有者に手渡された。